# Jeux de gangs
Pour les articles homonymes, voir Havoc.
Pour plus de détails, voir Fiche technique et Distribution.
Jeux de gangs (Havoc) est un film américain réalisé par Barbara Kopple, sorti en 2005.

## Synopsis
Deux adolescentes décident de quitter les quartiers riches de L.A. pour aller dans les quartiers pauvres. À force de côtoyer les gangs, elles perdent le contrôle et se retrouvent prises au jeu.

## Fiche technique
- Titre : Jeux de gangs
- Titre original : Havoc
- Réalisation : Barbara Kopple
- Scénario : Stephen Gaghan et Jessica Kaplan
- Production : Lars Björck, Andreas Grosch, Stewart Hall, Stefan Jonas, Sammy Lee, Jonas McCord, John Morrissey, Jack F. Murphy et Andreas Schmid
- Sociétés de production : Media 8 Entertainment et VIP 2 Medienfonds
- Budget : 9 millions de dollars américains (6,60 millions d'euros)
- Musique : Cliff Martinez
- Photographie : Kramer Morgenthau
- Montage : Nancy Baker
- Décors : Jerry Fleming
- Costumes : Sara O'Donnell
- Pays d'origine : États-Unis, Allemagne
- Format : Couleurs - 1,85:1 - Dolby Digital - 35 mm
- Genre : Drame, policier
- Durée : 85 minutes
- Dates de sortie : 26 juin 2005 (festival de Munich), 29 novembre 2005 (sortie vidéo États-Unis)

## Distribution
- Anne Hathaway : Allison Lang
- Bijou Phillips : Emily
- Shiri Appleby : Amanda
- Michael Biehn : Stuart Lang
- Joseph Gordon-Levitt : Sam
- Matt O'Leary : Eric
- Freddy Rodríguez : Hector
- Laura San Giacomo : Joanna Lang
- Mike Vogel : Toby
- Raymond Cruz : Chino
- Alexis Dziena : Sasha
- Channing Tatum : Nick
- Jose L. Vasquez : Manuel
- Luis Robledo : Ace
- Sam Hennings : Mr Rubin
- Sam Bottoms : Lieutenant Maris

## Autour du film
- Le tournage s'est déroulé du 30 septembre au 7 novembre 2003 à Altadena, Brentwood, East Los Angeles, Hollywood, Los Angeles, Pacific Palisades et Santa Monica.
- Le film fut suivi par Normal Adolescent Behavior, réalisé par Beth Schacter en 2007.
- Les actrices Mandy Moore et Kate Bosworth ont toutes deux été auditionnées pour le rôle d'Allison. Celui d'Emily avait quant à lui d'abord été proposé à Jena Malone.
- La scénariste Jessica Kaplan est décédée le 6 juin 2003 à l'âge de 24 ans, dans le crash d'un petit avion piloté par son oncle au-dessus du district de Fairfax, à Los Angeles. Le film lui est dédié.

## Bande originale
- Welcome to Havoc, interprété par Bishop Lamont
- Desperate Times, interprété par Naledge
- Sweat, interprété par Don Yute et Brainz Dimilo
- How Do U Want It, composé par Tupac Shakur, Johnny Jackson, Bruce Fisher, Leon Ware, Quincy Jones, Stanley Richardson et Johnny Cash
- Grown Folks, interprété par Freckles
- That's My Shit, interprété par Joaquin Bynum
- Havoc, interprété par Fuze et Brainz Dimilo
- I Got 5 on It, interprété par Luniz
- Uhh Ohh, interprété par Freckles
- Russ Mon, interprété par RusHour
- Es Mi Gusto, interprété par Akwid
- Tres Delinquentes, interprété par Delinquent Habits
- Muneca Fea, interprété par Akwid
- La Adelita, interprété par Farnea
- No Me Dejen Sola Con El, interprété par Las Nenas
- Can I Get a..., composé par Jeffrey Atkins, Jay-Z, Irving Lorenzo, Rob Mays et Andre Robin
- Jesusita Chauahua, interprété par Farnea
- No Hay Manera, interprété par Akwid
- Siempre Ausente, interprété par Akwid
- Malas Maldiciones, interprété par The Mantle
- Loco En El Coco (Insane in the Brain), interprété par Cypress Hill

## Distinctions
- Nomination au prix du meilleur mixage son pour Trip Brock, Kelly Vandever et Shawn Holden par la Cinema Audio Society en 2006.
- Prix de la meilleure actrice pour Anne Hathaway, lors des DVD Exclusive Awards en 2006.